# Lisa Lee Dark
Pour les articles homonymes, voir Dark.
Lisa Lee Dark (née le 16 avril 1981 à Swansea, au Pays de Galles), est une chanteuse d'opéra galloise et actrice.    

## Biographie
Dark naît à Clydach, l'une des vallées de Swansea. Elle est en famille avec Adelina Patti (1843–1919) et Bette Davis (1908–1989). Dark naît avec une forme d'intersexuation appelée hyperplasie surrénale congénitale (CAH). Tout au long de son enfance, elle est élevée comme un garçon car les médecins n'avaient pas réalisé qu'elle était biologiquement une femme. Cette variation du développement sexuel provoque en effet une production de testostérone au-dessus de la moyenne chez les personnes avec des chromosomes XX pendant la première partie de la vie fœtale. L'hyperplasie surrénale congénitale est un trouble qui affecte une naissance sur 15 000 dans le monde, avec différents degrés de masculinisation. Elle est violemment harcelée pendant ses années d'école. 
Elle ne découvre son intersexuation qu'à l'âge de 19 ans, et comprend alors qu'elle est une femme.  
Lisa Lee Dark joue pour la première fois à l'âge de dix ans dans une publicité européenne en raison d'une erreur d'identité. Elle fait également des doublages sur des films d'horreur européens à petit budget ; Dark réalise des voix off, en créant des « chants diaboliques », pour quelques films hollywoodiens et la série télévisée américaine Buffy contre les vampires. À ce jour, elle est souvent non créditée pour ce travail. 
Lisa Lee Dark est auditionnée dans un parc local par un producteur de disques à l'âge de six ans, mais en raison de sa peur et de sa timidité, elle ne commence à enregistrer qu'à l'âge de neuf ans (trois semaines avant son dixième anniversaire),. Au début de sa carrière, elle enregistre des morceaux de musique classique, new age et sacrée pour les bandes sonores de films et de séries télévisées ; en 1992, par accident, elle enregistre de la dance ; Dark, qui a une gamme vocale de 8 à 9 octaves, a la capacité d'imiter d'autres chanteurs. Pendant les années 1990, Dark imite / copie d'autres hits de dance, et ceux-ci sortent sur le marché de la musique à prix modéré, Dark obtient alors des succès mineurs dans les charts de musique de dance en enregistrant des remixes de chansons à succès et en les publiant sous des étiquettes blanches. Cela a apporté à Dark son premier succès commercial, car ces enregistrements se sont vendus à près d'un million d'exemplaires . 
En 1998, elle signe son premier contrat solo, évalué à 5 millions de livres sterling. De 1999 à 2002, Dark a sort quatre albums de dance ; L'histoire inconnue de Lisa-Lee Dark, MM: - L'histoire continue, Priez (pour toujours) et Asia.
En 2004, Dark sort son premier album classique grand public intitulé Breath of life. Cet album est la première tentative de Dark sur le marché new-age. En raison de problèmes de gestion, Breath of life est un énorme raté commercial, malgré les critiques élogieuses des critiques et du public. 
En 2005, Lisa Lee Dark décide de se former en chant lyrique ; en raison du manque d'argent, elle apprend à chanter en imitant les divas d'opéra italiennes bien connues Renata Scotto et Mirella Freni. Dans ses premières représentations d'opéra, en 2007, les critiques ont dit qu'ils ne pouvaient pas distinguer Dark de Scotto. 
En 2007, Lisa Lee Dark enregistre des voix pour le film de Cate Blanchett Elizabeth, elle enregistre aussi des voix sur plusieurs bandes sonores de films hollywoodiens. En 2007, elle commence sa carrière d'opéra semi-professionnelle, se produisant dans des salles de taille moyenne au Royaume-Uni. Son premier rôle d'opéra est celui de Liu dans Turandot de Puccini ; son second rôle est le rôle principal de Sr. Angelica de Puccini. En 2008, elle signe un nouveau contrat d'enregistrement de 2,5 millions de livres sterling et sort son premier album d'opéra, Sola, perduta, abbandonatta ; ce CD n'est pas une version grand public car il n'est disponible que chez les vendeurs spécialisés et le site Web des maisons de disques. Un deuxième album en édition limitée, L'écran derrière le miroir, est  également publié en 2008, gratuitement avec le premier album, pour promouvoir le troisième opéra de Dark : le premier rôle dans l'opéra de Puccini Madame Butterfly. Les premiers enregistrements lyriques de Lisa Lee Dark sont ses imitations de la diva d'opéra italienne Renata Scotto ; en 2009, elle n'est pas retenue pour jouer le rôle titre de l'opéra Puccini Tosca, sous prétexte qu'elle ne serait pas assez jolie.